# Luisa Luisi
Luisa Luisi Janicki (Paysandú, 14 de diciembre de 1883 - Santa Lucía, 10 de abril de 1940) fue una poeta, pedagoga y crítica literaria uruguaya.

## Biografía
Su padre, Ángel Luisi Pisano, italiano, trajo a América sus ideas masónicas de libertad, y su  madre, María Teresa Josefina Janicki, maestra, hija de polacos exiliados en Francia, llegaron recién casados a Entre Ríos, Argentina, en 1872, se trasladaron a Paysandú, Uruguay, en 1878, y finalmente se instalaron en Montevideo en 1887.
Los Luisi - Janicki fueron una familia de trabajadores y educadores que se desarrolló en un ambiente de resistencia y rebeldía, de pensamiento muy liberal para la época. 
Sus seis hijas estudiaron magisterio y varias de ellas siguieron carreras universitarias, siendo de las primeras mujeres profesionales uruguayas.
Luisa fue una estudiante aplicada, estudió Magisterio en el Instituto Normal de Señoritas "María Stagnero de Munar", carrera en que se graduó en 1903. Inició su carrera como ayudante de la Escuela de Tercer Grado N.º 2, para luego dirigir la Escuela de Práctica de segundo grado y la Escuela de Aplicación. Muy joven aún, fue redactora del diario La Razón de Montevideo. Integró el Consejo Nacional de Enseñanza Primaria y Normal desde 1925 hasta su jubilación en 1929. Fue profesora de idioma español en la Sección Femenina de Enseñanza Secundaria, y de Lectura y declamación en el Instituto María Stagnero de Munar. Publicó cuatro poemarios, mientras que también incursionó en la prosa con otros cuatro trabajos editados y principalmente dedicados a la educación. Participó como delegada oficial en el Congreso del Niño realizado en Buenos Aires en 1916, y ocupó el cargo de secretaria en la Sección Educación del Segundo Congreso del Niño, llevado a cabo en Montevideo tres años después. Contrajo en su madurez una parálisis irreversible que la confinó a una vida sedentaria. Se destacó además como crítica literaria. Fue declarada socia honoraria por la Asociación de Profesores de Primaria de Río de Janeiro.
Su labor pedagógica
Luisa Luisi pregonó una visión global del proceso educacional, por lo que impulsó proyectos de reestructura de las escuelas. Se concentró en el cuidado de lo particular, impulsando la adecuación de las estructuras edilicias de las escuelas: los edificios debían ser utilitarios, pero contemplar cierto sentido artístico, siendo sobrios y con elementos naturales). 
Promovió la revisión de elementos educativos, como las canciones enseñadas a los alumnos o las láminas que se exponen en las aulas; la estimulación de los paseos al aire libre, del canto, gimnasia y dibujo como actividades indispensables, así como la reducción del número de niños por clase.
También proclamaba la idea de que la escuela debía ser un lugar de compensación de las deficiencias educacionales del hogar, un lugar en el cual se pudieran despertar en el niño “ideas de grandeza que la vida ha de destruir después”.  “No olvidemos que la escuela debe ser el recinto en donde, siquiera una vez en la vida, el hombre realice la igualdad absoluta, sólo rota por el mérito o la virtud de cada niño”.
Para Luisa Luisi era la escuela el lugar donde brindar oportunidades, y este concepto se convirtió en la plataforma para la defensa de la educación terciaria femenina.

## Obra
La crítica ha destacado las formas clásicas que reviste su verso y los valores intelectuales de su poesía; se la enclava junto a las otras tres representantes uruguayas del modernismo: María Eugenia Vaz Ferreira, Juana de Ibarbourou y Delmira Agustini.
Su poesía de índole filosófica y su vasta y rigurosa obra crítica alcanzaron pronto una dimensión internacional pública en Buenos Aires y en Barcelona y es reseñada en Madrid y en París. Hablan de ella Rafael Cansinos Assens (Verde y dorado en las letras americanas. Semblanzas e impresiones críticas (1926-1936), Aguilar, Madrid, 1947], F. Contreras (L'espriti de l'Amérique Espagnole, París: Col. de la Nouvelle Revue Critique, 1931) y César González Ruano (Literatura Americana. Ensayos de madrigal y de crítica, Madrid: Fernando Fe, 1924). Fue traducida al inglés por A. Stone Blackwell (Some Spanish American poets, New York: Appleton & Co., 1929), y después de haber alcanzado prestigio y consideración, hoy no se la recuerda, condenada a un olvido injusto.

## Obras

### Ensayo y crítica literaria
- Educación Artística, 1919.
- Ideas sobre educación, Montevideo, 1922
- La poesía de Enrique González Martínez, conferencia, 1923.
- A través de libros y autores, 1925.
- La literatura del Uruguay en el año de su Centenario, 1930.

### Lírica
- Sentir, Montevideo, 1916.
- Inquietud, Montevideo, 1922.
- Poemas de la inmovilidad y canciones al sol, Barcelona, 1926.
- Polvo de días, Montevideo, 1935.